# سیسیلیا چیانگ
سیسیلیا چئونگ (انگلیسی: Cecilia Cheung؛ زادهٔ ۲۴ مهٔ ۱۹۸۰) خواننده، بازیگر و صداپیشه اهل هنگ کنگ است.
از فیلم‌ها یا برنامه‌های تلویزیونی که وی در آن نقش داشته است، می‌توان به فوتبال شائولین، قول، سلطان کمدی و روابط خطرناک اشاره کرد.